# Abitanes
Abitanes ou Abitanis é uma montanha do Peru, situada no distrito Llipa. Seu nome, em Quíchua, significa "minério de ouro", em alusão a uma mina lá existente e, atualmente, abandonada.